# Rasmus Wikström
Rasmus Wikström (født 18. marts 2001) er en svensk professionel fodboldspiller, der spiller for den svenske Allsvenska-klub Mjällby AIF som midterforsvarer.

## Klub karriere

### Göteborg
Wikström begyndte at spille fodbold for Partille IF, inden han sluttede sig til IFK Göteborg-akademiet i en alder af 13. Både hans onkel Peter "Erra" Eriksson og hans bedstefar Per-Erik "Perra" Eriksson har tidligere spillet for klubben.
Wikström fik sin seniordebut for IFK Göteborg den 11. juni 2018 i en 8-1 sejr over et udvalgt hold fra Dalarna i en venskabskamp på Åvallen i Nyhammar. I december 2018 underskrev Wikström en treårig professionel kontrakt, hvor han blev permanent forfremmet til førsteholdet. Wikström debuterede i Allsvenskan den 13. juli 2019 i en uafgjort 1–1 mod Falkenbergs, hvor han blev skiftet ind i overtiden og erstattede Victor Wernersson.
I en kamp mod Falkenbergs den 12. august 2019 debuterede Wikström fra start, men blev tvunget allerede efter 4 minutter da han pådrog sig en alvorlig korsbåndsskade.

#### AFC Eskilstuna (lån)
I marts 2021 underskrev Wikström en etårig låneaftale med AFC Eskilstuna, der spillede i den næst bedste række Superettan.
Han debuterede som starter for klubben den 12. april i en 0-0 uafgjort mod Västerås SK.
Han fik i alt 11 optrædener for klubben.

### Brøndby
Den 29. juli 2021 underskrev Wikström en fireårig kontrakt med forsvarende Superligaen 2020-21-mestrene Brøndby IF. For et ikke oplyst gebyr.